# Gauliga Mitte 1939/40
De Gauliga Mitte 1939/40 was het zevende voetbalkampioenschap van de Gauliga Mitte. 1. SV Jena werd kampioen en plaatste zich voor de eindronde om de Duitse landstitel, waar de club in de groepsfase uitgeschakeld werd.

## Eindstand
| Plaats | Club                                 | Wed. | W  | G | V  | Saldo | Ptn.  |
| ------ | ------------------------------------ | ---- | -- | - | -- | ----- | ----- |
| 1.     | 1. SV 03 Jena                        | 14   | 13 | 1 | 0  | 54:11 | 27:01 |
| 2.     | SV Dessau 05                         | 14   | 8  | 1 | 5  | 65:31 | 17:11 |
| 3.     | FC Thüringen Weida                   | 14   | 8  | 1 | 5  | 43:26 | 17:11 |
| 4.     | 1. SV Gera 04                        | 14   | 6  | 1 | 7  | 47:42 | 13:15 |
| 5.     | FuCC Cricket-Viktoria 1897 Magdeburg | 14   | 5  | 3 | 6  | 33:39 | 13:15 |
| 6.     | VfL Halle 1896                       | 14   | 4  | 4 | 6  | 26:41 | 12:16 |
| 7.     | SV Merseburg 99                      | 14   | 4  | 0 | 10 | 14:59 | 08:20 |
| 8.     | FV Sportfreunde Halle                | 14   | 2  | 1 | 11 | 23:56 | 05:02 |

|  | Kampioen, geplaatst voor nationale eindronde |
|  | Degradatie naar Bezirksliga                  |

## Promotie-eindronde
| Plaats | Club              | Wed. | Saldo | Ptn. |
| ------ | ----------------- | ---- | ----- | ---- |
| 1.     | SpVgg Zeitz       | 4    | 8:3   | 7:1  |
| 2.     | SC Apolda         | 4    | 8:9   | 3:5  |
| 3.     | Fortuna Magdeburg | 4    | 6:10  | 2:6  |

|  | Promotie naar Gauliga Mitte 1940/41 |